# Legendary Lovers
Legendary Lovers is een nummer gemaakt door de Amerikaanse zangeres Katy Perry. Het is het tweede nummer op het in 2013 uitgebrachte studioalbum Prism. Het nummer is geschreven door Perry, Bonnie McKee, Cirkut, Dr. Luke, en Max Martin, de laatste drie hebben het nummer ook geproduceerd. Het nummer is een worldbeat nummer met een Bhangra beat en is beïnvloed door de countrymuziek. Er wordt onder andere een tabla, een  ritmisch begeleidingsinstrument in de Hindoestaanse muziek, een elektrische sitar en een viool gebruikt. Tekstueel wordt er oosterse filosofie gecombineerd met licht seksueel getinte referenties. Verder worden er nog historische figuren, zoals Cleopatra genoemd.
Het lied werd ook gezongen op de Prismatic World Tour, waarin Perry verkleed als Egyptische farao door twee dansers wordt verleid. Tijdens haar optreden op Rock In Rio in Brazilië noemde Perry het nummer een "fan favourite".

## Hitlijsten
In Nederland piekte Legendary Lovers op nummer 33 in de Nederlandse Top 40, hoewel het nummer nooit officieel is uitgebracht als een single. Wel werd het nummer uitgeroepen tot Alarmschijf.

### Nederlandse Top 40
| Positie: | 36 | 33 | 38 | uit |